# Alcest
Alcest é uma banda francesa de post-black metal da comuna de Bagnols-sur-Cèze, fundada e liderada pelo compositor e multi-instrumentista Stéphane Paut. O projeto começou em 2000 como uma banda solo de black metal de Stéphane, depois se tornou um trio, mas os membros Aegnor e Argoth deixaram a banda após o lançamento de sua primeira demo em 2001, deixando Neige como o único integrante. Em 2009, o baterista Winterhalter, da banda Les Discrets, se juntou ao Alcest, após oito anos com Neige como seu único membro em tempo integral.
Desde sua criação, o Alcest lançou seis álbuns de estúdio e diversos EPs. Seu quarto álbum, Shelter, de 2014, marcou uma mudança dramática em direção a um som nitidamente shoegaze, enquanto o álbum subsequente Kodama (2016) marcou um retorno ao seu som blackgaze anterior.A banda é amplamente creditada por ter pioneirado o gênero blackgaze/post-black metal, especialmente com seu EP Le Secret de 2005.

## História

### Formação e primeiros anos (2000-2006)
Alcest foi formado como um projeto solo por Neige em 2000. Pouco tempo depois, a banda se transformou em um trio de black metal, composto por Neige nos vocais, guitarra rítmica/acústica e bateria, Argoth no baixo e Aegnor na guitarra principal.
Em 2001, a banda lançou uma fita demo de 4 faixas intitulada Tristesse Hivernale pela gravadora Drakkar Productions, na qual Aegnor escreveu o riff principal da música "La Forêt de Cristal". Pouco depois do lançamento da demo, a banda se tornou novamente um projeto de um homem só, com Neige levando o Alcest em uma direção mais pessoal. Neige, tendo originalmente formado o Alcest como uma banda de criar black metal "cru", afastou-se da abordagem inicial com o lançamento de Le Secret, que foi a sequência de Tristesse Hivernale, lançada em maio de 2005, que se tornou a introdução ao novo conceito por trás do Alcest.

### Souvenirs d'un autre monde&Écailles de Lune(2007–2011)
Depois de assinar com a Prophecy Productions em março de 2007, o álbum de estreia do Alcest, Souvenirs d'un autre monde, foi lançado no início de agosto do mesmo ano, e recebeu comparações com bandas como My Bloody Valentine e Jesu. De acordo com Brandon Stosuy, escritor de um site americana Pitchfork, o álbum "não é black metal de jeito nenhum" e o comparou a "uma abordagem mais leve do shoegazing de Jesu".
Em agosto de 2007, Tristesse Hivernale foi lançado pela Northern Silence Productions em um split com a banda francesa de black metal Angmar. A banda também lançou um EP com a banda francesa Les Discrets em 30 de novembro de 2009.
O segundo álbum do Alcest, Écailles de Lune, foi lançado em 29 de março de 2010. Era um álbum muito aguardado e recebeu críticas muito positivas dos críticos musicais, com Ned Raggett da AllMusic escrevendo que o álbum "aproveita ao máximo a fusão cativante da teatralidade do black metal e os ecos do shoegazing na capacidade de envolver completamente o ouvinte, mesmo que o líder da banda, Neige, tenha se aproximado desse som inconscientemente a princípio".

### Les Voyages de l'Âme&Shelter(2012–2015)

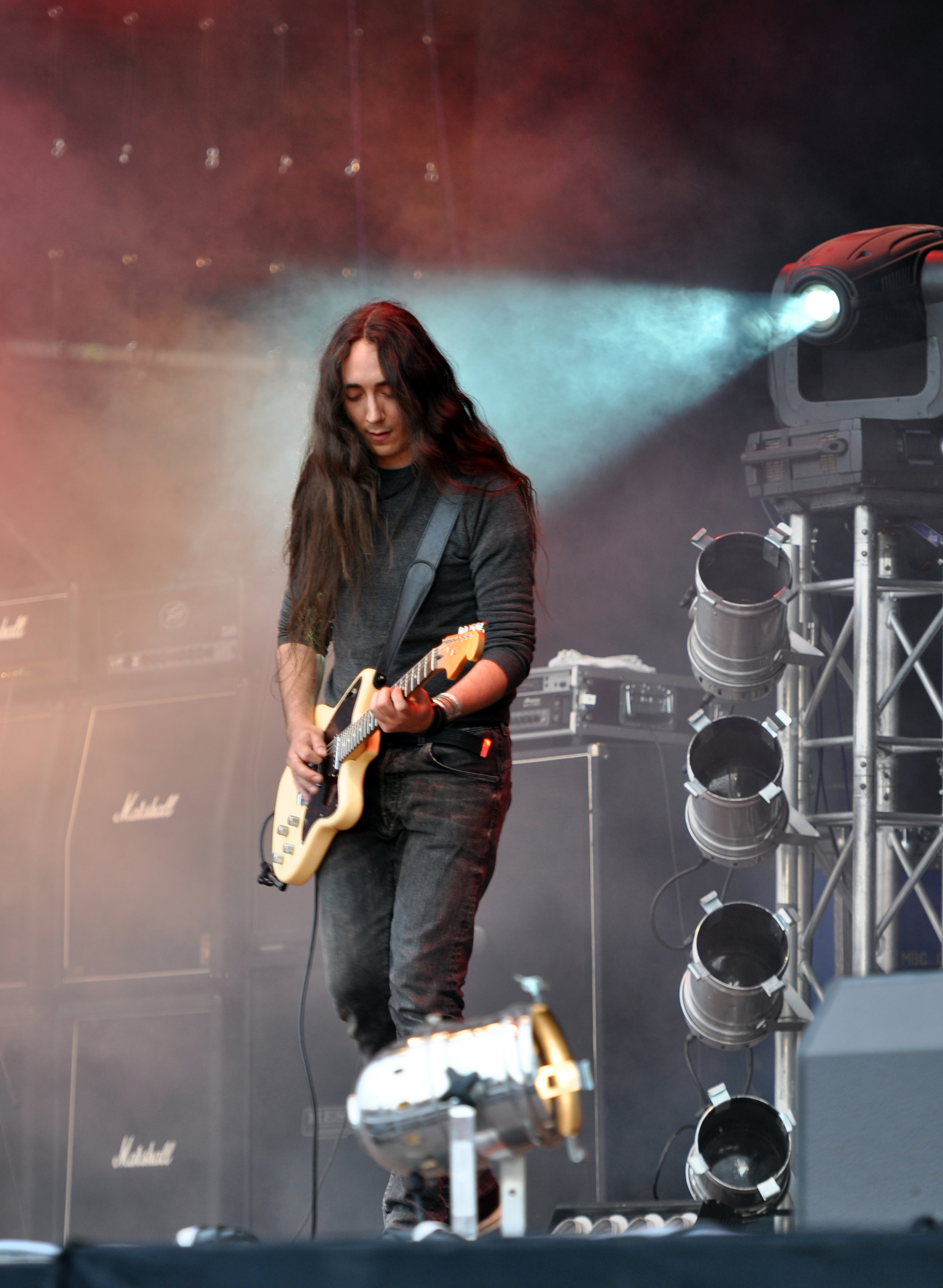
Neige, em uma apresentação ao vivo do Alcest, em 2016

O terceiro álbum da banda, Les Voyages de l'Âme, foi lançado em 6 de janeiro de 2012. O álbum também recebeu críticas positivas dos críticos de música, com o The New York Times descrevendo-o como "o melhor exemplo até agora do que [a banda] pode fazer."
O quarto esforço do Alcest, intitulado Shelter, foi lançado em 17 de janeiro de 2014, via Prophecy Productions. O álbum contou com a produção de Birgir Jón Birgisson, a participação do quarteto islandês Amiina para as seções de cordas e uma aparição especial de Neil Halstead. Estilisticamente, o álbum representou uma mudança radical para a banda, eliminando todos os traços de metal de seu som e se comprometendo completamente com o lado shoegaze de sua sonoridade. Neige mais tarde disse em uma entrevista que "Estamos orgulhosos disso, mas acho que talvez tenha sido um pouco influenciado por outras coisas. Eu realmente estava obcecado com o Slowdive naquela época. O Shelter ainda soa muito 'Alcest', mas talvez não tanto quanto os outros discos."

### Kodama&Spiritual Instinct(2016–2021)
Em 15 de janeiro de 2016, Neige publicou "Novo álbum. Gravações começaram." na página do Facebook da banda. Ele também comentou que o álbum seria "definitivamente mais sombrio". Em 16 de maio, ele afirmou que o álbum estava em processo de masterização. Em 26 de julho, o título foi revelado como Kodama, e a data de lançamento como 30 de setembro. Neige afirmou que o álbum foi fortemente inspirado pela arte e cultura japonesas, bem como pelo filme "Princess Mononoke" de Hayao Miyazaki. Musicalmente, o álbum marca um retorno ao som blackgaze mais tradicional da banda.
Em 22 de janeiro de 2019, a banda anunciou que começaria a gravar seu próximo álbum de estúdio no dia seguinte. Eles anunciaram em 25 de junho de 2019 que o álbum se chamaria Spiritual Instinct e seria lançado em 25 de outubro do mesmo ano; Neige afirmou que a gravação "foi um processo longo e desafiador". Em 23 de agosto de 2019, a banda lançou o primeiro single intitulado "Protection". O Loudwire nomeou o álbum como um dos 50 melhores esforços de metal de 2019.

### Próximo sétimo álbum de estúdio (2022-presente)
Em 6 de agosto de 2022, Neige confirmou que a banda está no processo de pré-produção de seu sétimo álbum. Alcest anunciou Les Chants de l'Aurore como seu sétimo álbum de estúdio em 23 de fevereiro de 2024, com lançamento previsto para 21 de junho de 2024, junto com o single principal do álbum "L'Envol".

## Conceito musical e estilo
O nome da banda Alcest se origina de Alceste, um personagem da peça Le misanthrope (O Misantropo) de Molière. Neige decidiu usar esse nome por causa de seu som "etéreo" e sua representação do conceito do projeto; ele removeu o segundo "e" para diferenciar a banda da peça. Quando criança, Neige teve experiências de contato com um "país distante", que ele genericamente se refere como "Terra das Fadas". Alcest serve como a adaptação musical das memórias desse "outro mundo". Neige pretende que Alcest seja uma jornada para o ouvinte a esse mundo através de suas memórias. Essa mudança de conceito foi introduzida pela primeira vez em Le Secret. Souvenirs d'un autre monde serve como uma síntese literal do conceito por trás da banda.
Musicalmente, o som da banda mudou ao longo do tempo, começando com sua demo Tristesse hivernale, que exibe um som de black metal muito cru, antes de evoluir para o post-black metal. O EP Le Secret é considerado a origem do blackgaze, e a banda é amplamente creditada por pioneirar o gênero. O som da banda é definido por um tom muito atmosférico e edificante, sendo principalmente descrito como post-metal e shoegaze. De Le Secret a Shelter, a banda se inspirou em bandas de black metal como Burzum e Ulver, assim como bandas de shoegaze como Slowdive, para criar um grande efeito de parede sonora, usando vocais abrasivos e gritados, seções de blastbeat e passagens de guitarra com tremolo. Seu álbum de 2014, Shelter, representou uma significativa partida desse som, sendo um álbum puramente shoegaze que eliminou qualquer vestígio de influência do metal. No entanto, o álbum seguinte, Kodama, marcou um retorno parcial ao seu som blackgaze anterior.

## Membros

### Atuais
- Neige - vocal, guitarra, teclado (2000 – presente), baixo (2001 – presente), bateria (2007)
- Winterhalter - bateria e percussão (2009 – presente)

### Anteriores
- Aegnor - guitarra (2000 – 2001)
- Argoth - baixo (2000 – 2001)

### Ao vivo
- Zero - guitarra e vocal de apoio (2010 - presente)
- Indria - baixo (2010 - presente)

### Anteriores de apresentações ao vivo
- Fursy Teyssier - baixo (2010)

## Discografia

### Álbuns de estúdio
- 2007 - Souvenirs d'un autre monde
- 2010 - Écailles de Lune
- 2012 - Les Voyages De L'Âme
- 2014 - Shelter
- 2016 - Kodama
- 2019 - Spiritual Instinct
- 2024 - Les Chants de l'Aurore

### EP’s
- 2005 - Le Secret
- 2011 - Le Secret "Re-release"

### Demos
- 1999 - Tristesse Hivernale